# General Electric T700
I General Electric T700 e CT7 sono una famiglia di motori aeronautici
turboalbero e turboelica prodotta dall'azienda statunitense
GE Aviation che copre la gamma di potenza erogata tra i 1 500 ed i 
3 000 shp (1 118 - 2 237 kW).

## Storia

### Sviluppo
Nel 1967 il U.S. Army emise una specifica per la realizzazione di un nuovo motore turboalbero destinato ad equipaggiare una nuova generazione di elicotteri multiruolo. La General Electric iniziò lo sviluppo del progetto realizzando un dimostratore tecnologico a cui diede la denominazione "GE12". Lo U.S. Army negli anni settanta ricevette i primi Sikorsky S-70 Black Hawk i quali erano motorizzati con un paio di "T700", l'evoluzione finale del GE12 originale.
Il T700 venne inizialmente testato a livello sperimentale dal 1973 per poi ottenere, nel 1976, l'omologazione militare, ed essere avviato alla produzione in serie nel 1978. La versione iniziale, denominata "T700-GE-700", utilizzava un compressore misto, composto da un assiale a cinque stadi abbinato ad uno centrifugo monostadio, con palette degli statori dei primi due stadi a geometria variabile. Il combustore di tipo anulare con iniezione del carburante centrale era progettato per ottimizzare la combustione ridurre le emissioni di fumo. Infine la turbina era composta da due stadi a alta pressione collegati al compressore, e da due stadi a bassa pressione, con palette munite di tegolo all'estremità, collegati direttamente all'albero di trasmissione. Il motore era progettato per essere molto affidabile ed era dotato di una presa d'aria con guide per il flusso dinamiche e con un separatore di particelle in grado di scartare detriti, sabbia e polvere. La versione -700 poteva erogare una potenza intermedia di 1 210 kW (1 622 shp).
Il T700-GE-700 si è poi evoluto nel T700-GE-701, nel -701C e infine nel -701D, tutte versioni progettate appositamente per gli elicotteri dell'US Army, come il Sikorsky UH-60 Black Hawk e l'AH-64 Apache.
Il T700 è stato pure adattato all'utilizzo marittimo con le versioni -401. Il T700-401 è stato il primo motore a passare i rigorosi test di ingestione salina dell'US Navy permettendogli di essere scelto per l'utilizzo imbarcato. L'US Navy ha utilizzato il -401 e le sue evoluzioni per numerosi elicotteri tra cui il Sikorsky SH-60 Seahawk (derivato dal Black Hawk), il Kaman SH-2G Super Seasprite, e il Bell AH-1W Supercobra.
La Marina Militare equipaggia i suoi elicotteri AgustaWestland EH-101  con la versione T700-T6A e i suoi NHIndustries NH90 con la versione T700-T6E1. L'Esercito Italiano equipaggia i suoi NHIndustries NH90 con i T700-T6E1.
Da poco l'Aeronautica Militare utilizza i CT7-8E sui nuovi elicotteri in dotazione, gli AgustaWestland AW101. 
La versione commerciale del T700 è il "CT7", utilizzato sul Bell 214ST 
(una versione ingrandita del Huey), sui Black Hawks commerciali, e sui Sikorsky S-92 e AgustaWestland AW189 (nella variante CT7-2E1), tutti elicotteri bimotore.
Esiste anche una versione turboelica del CT7. Questa versione utilizza lo stesso nucleo dei CT7 turboalbero, con l'aggiunta di un riduttore di giri montato davanti al motore. I CT7 turboelica sono utilizzati su varianti dell'aereo di linea svedese Saab 340, il cargo indonesiano-spagnolo Airtech CASA CN-235, e l'aereo di linea della Repubblica ceca Let L-610 G, tutti aerei a doppia turboelica. La versione base CT7-5A, prevede 1 294 kW (1 735 shp) al decollo.
Un ulteriore sviluppo del CT7-8A è l'YT706. Rispetto ai T700 attualmente utilizzato sugli elicotteri H-60, l'YT706 è dotato di un compressore più grosso, di miglioramenti al combustore e di un sistema digitale di controllo del motore. Questo modello è progettato per i nuovi MH-60M Black Hawk, destinati alle Operazioni Speciali dell'US Army, a cui offre miglioramenti di potenza del 30% rispetto ai precedenti T700-701C.
Nel 2016 la GE Aviation ha festeggiato i suoi 20.000 motori prodotti.

## Applicazioni

### T700
- AgustaWestland EH101
  - AgustaWestland CH-149 Cormorant
  - AgustaWestland VH-71 Kestrel
- Kamov Ka-60
- Bell AH-1W/Z Supercobra
  - Bell UH-1Y Venom
  - Bell AH-1Z Viper
- Boeing-Vertol YUH-61
- Hughes AH-64 Apache
- Kaman SH-2G Super Seasprite
- NHIndustries NH90
- Piasecki X-49
- Sikorsky UH-60 Black Hawk
  - Sikorsky SH-60 Seahawk
  - Sikorsky HH-60 Jayhawk
- Sikorsky CH-148 Cyclone

### CT7 turboalbero
- AgustaWestland AW149
- AgustaWestland AW189
- Bell 214ST
- Bell 525
- Sikorsky S-70C
- Sikorsky S-92
- AgustaWestland AW101

### CT7 turboelica
- CASA/IPTN CN-235
- Let L-610G
- Saab 340
- Sukhoi Su-80